# Анна Ґанн
Анна Ґанн (англ. Anna Gunn; нар. 11 серпня 1968, Клівленд, Огайо, США) — американська акторка.

## Життєпис
Анна Ґанн народилася в Клівленді, Огайо, але виросла в Санта-Фе, Нью-Мексико. Свою кар'єру почала з виступів у театрі. Вона найбільш відома завдяки ролям на телебаченні, в серіалах «Практика» (1997—2002), «Дедвуд» (2005—2006) і «Пуститися берега» (2008—2012). Крім того, вона знялася в невеликих ролях в таких серіалах як «Сайнфелд», «Швидка допомога», «Юристи Бостона» і багатьох інших. У 2012 році Ганн номінована на премію «Еммі» за свою роль Скайлер Вайт у серіалі «Пуститися берега».

## Вибрана фільмографія
| Рік       |    | Українська назва                   | Оригінальна назва           | Роль                            |
| --------- | -- | ---------------------------------- | --------------------------- | ------------------------------- |
| 1992      | с  | Квантовий стрибок                  | Quantum Leap                | Ліз                             |
| 1993      | с  | Сайнфелд                           | Seinfeld                    | Емі                             |
| 1994      | ф  | Джуніор                            | Junior                      | рецепціоністка Casitas Madres   |
| 1994      | с  | Поліція Нью-Йорка                  | NYPD Blue                   | Кіммі                           |
| 1996      | с  | Чиказька надія                     | Chicago Hope                | Меган Стенард                   |
| 1996      | вг | Blood Omen: Legacy of Kain         | Blood Omen: Legacy of Kain  | Аріель, Азимут, ДеДжоуль        |
| 1997—2002 | с  | Практика                           | The Practice                | Джин Ворд                       |
| 1998      | ф  | Ворог держави                      | Enemy of the State          | Емілі Рейнольдс                 |
| 1999      | с  | Швидка допомога                    | ER                          | адвокат Екабо                   |
| 1999      | с  | Справедлива Емі                    | Judging Amy                 | Емілі Нобл                      |
| 1999      | вг | Legacy of Kain: Soul Reaver        | Legacy of Kain: Soul Reaver | Аріель                          |
| 2001      | с  | Захисник                           | The Guardian                | Меган Барстоу                   |
| 2001      | с  | Справедлива Емі                    | Judging Amy                 | Емілі Нобл                      |
| 2001      | вг | Legacy of Kain: Soul Reaver 2      | Soul Reaver 2               | Аріель                          |
| 2004      | с  | Клієнт завжди мертвий              | Six Feet Under              | Маделін                         |
| 2005—2006 | с  | Дедвуд                             | Deadwood                    | місіс Марта Буллок              |
| 2007      | с  | Юристи Бостона                     | Boston Legal                | адвокат Сьюзан Біксбі           |
| 2008—2013 | с  | Пуститися берега                   | Breaking Bad                | Скайлер Вайт                    |
| 2010      | с  | Закон і порядок                    | Law & Order                 | Маріель Ді Наполі               |
| 2010      | с  | Теорія брехні                      | Lie to Me                   | Дженкінс                        |
| 2011      | ф  | Червоний штат                      | Red State                   | мати Тревіса                    |
| 2014      | с  | Проєкт «Мінді»                     | The Mindy Project           | Шейла Гамільтон                 |
| 2015      | с  | Криміналісти: мислити як злочинець | Criminal Minds              | Спеціальна агентка Лілі Ламберт |
| 2015      | с  | Портландія                         | Portlandia                  | Глініс Брукс                    |
| 2016      | ф  | Саллі                              | Sully                       | Елізабет Дейвіс                 |
| 2016      | мс | Робоцип                            | Robot Chicken               | мати / Скайлер Вайт             |
| 2021      | с  | Блудний син                        | Prodigal Son                | шериф Ферн Кулі                 |
| 2022—2023 | с  | Ритміка                            | Physical                    | Маріка                          |
| 2024      | с  | Шуґар                              | Sugar                       | Маргіт                          |

## Нагороди та номінації[7]
| Рік  | Нагорода                                    | Категорія                                                                  | Номінація        | Результат |
| ---- | ------------------------------------------- | -------------------------------------------------------------------------- | ---------------- | --------- |
| 2007 | Премія Гільдії кіноакторів                  | Найкращий акторський склад у драматичному серіалі                          | Дедвуд           | Номінація |
| 2010 | Сатурн                                      | Найкраща жіноча телероль                                                   | Пуститися берега | Номінація |
| 2012 | Вибір телевізійних критиків                 | Найкраща жіноча роль другого плану в драматичному серіалі                  | Пуститися берега | Номінація |
| 2012 | Online Film & Television Association Awards | Найкраща жіноча роль другого плану в драматичному серіалі                  | Пуститися берега | Номінація |
| 2012 | Прайм-тайм премія «Еммі»                    | Найкраща жіноча роль другого плану в драматичному телесеріалі              | Пуститися берега | Номінація |
| 2012 | Премія Гільдії кіноакторів                  | Найкращий акторський склад у драматичному серіалі                          | Пуститися берега | Номінація |
| 2013 | Вибір телевізійних критиків                 | Найкраща жіноча роль другого плану в драматичному серіалі                  | Пуститися берега | Номінація |
| 2013 | Golden Nymph Awards                         | Найкраща жіноча роль в драматичному серіалі                                | Пуститися берега | Номінація |
| 2013 | Online Film & Television Association Awards | Найкраща жіноча роль другого плану в драматичному серіалі                  | Пуститися берега | Номінація |
| 2013 | Прайм-тайм премія «Еммі»                    | Найкраща жіноча роль другого плану в драматичному телесеріалі              | Пуститися берега | Перемога  |
| 2013 | Сатурн                                      | Найкраща жіноча роль другого плану на телебаченні                          | Пуститися берега | Номінація |
| 2013 | Премія Гільдії кіноакторів                  | Найкращий акторський склад у драматичному серіалі                          | Пуститися берега | Номінація |
| 2014 | Вибір телевізійних критиків                 | Найкраща жіноча роль другого плану в драматичному серіалі                  | Пуститися берега | Номінація |
| 2014 | Прайм-тайм премія «Еммі»                    | Найкраща жіноча роль другого плану в драматичному телесеріалі              | Пуститися берега | Перемога  |
| 2014 | Супутник                                    | Найкраща жіноча роль другого плану - міні-серіал, телесеріал або телефільм | Пуститися берега | Номінація |
| 2014 | Сатурн                                      | Найкраща жіноча телероль                                                   | Пуститися берега | Номінація |
| 2014 | Премія Гільдії кіноакторів                  | Найкраща жіноча роль у драматичному серіалі                                | Пуститися берега | Номінація |
| 2014 | Премія Гільдії кіноакторів                  | Найкращий акторський склад у драматичному серіалі                          | Пуститися берега | Перемога  |
| 2019 | Online Film & Television Association Awards | Найкращий акторський склад у кінофільмі або мінісеріалі                    | Дедвуд: Фільм    | Номінація |